# Colombier de l'Enrequis
Le colombier de l'Enrequis est situé à La Tour-Blanche-Cercles (France).

## Localisation
Le colombier est situé sur le territoire de Cercles, ancienne commune intégrée à celle de La Tour-Blanche-Cercles, en Périgord, dans le quart nord-ouest du département de la Dordogne, en région Nouvelle-Aquitaine.

## Description
Le colombier, de plan circulaire, a été édifié en pierre de taille parfaitement appareillée. La randière est directement surmontée de deux fenêtres d'envol et d'une lucarne coupant la toiture couverte de tuiles plates. L'accès est situé au sud. À l'intérieur, de nombreux boulins sont alignés avec soin, mais l'échelle pivotante n'a pas été conservée.

## Histoire
Le colombier devait dépendre à l'origine du château de la Tour-Blanche, situé 350 m au nord-nord-est. Édifié vraisemblablement au XVIIIe siècle, il n'apparaît pas sur le cadastre napoléonien de 1825.
Il est répertorié à l'inventaire général du patrimoine culturel.

## Galerie

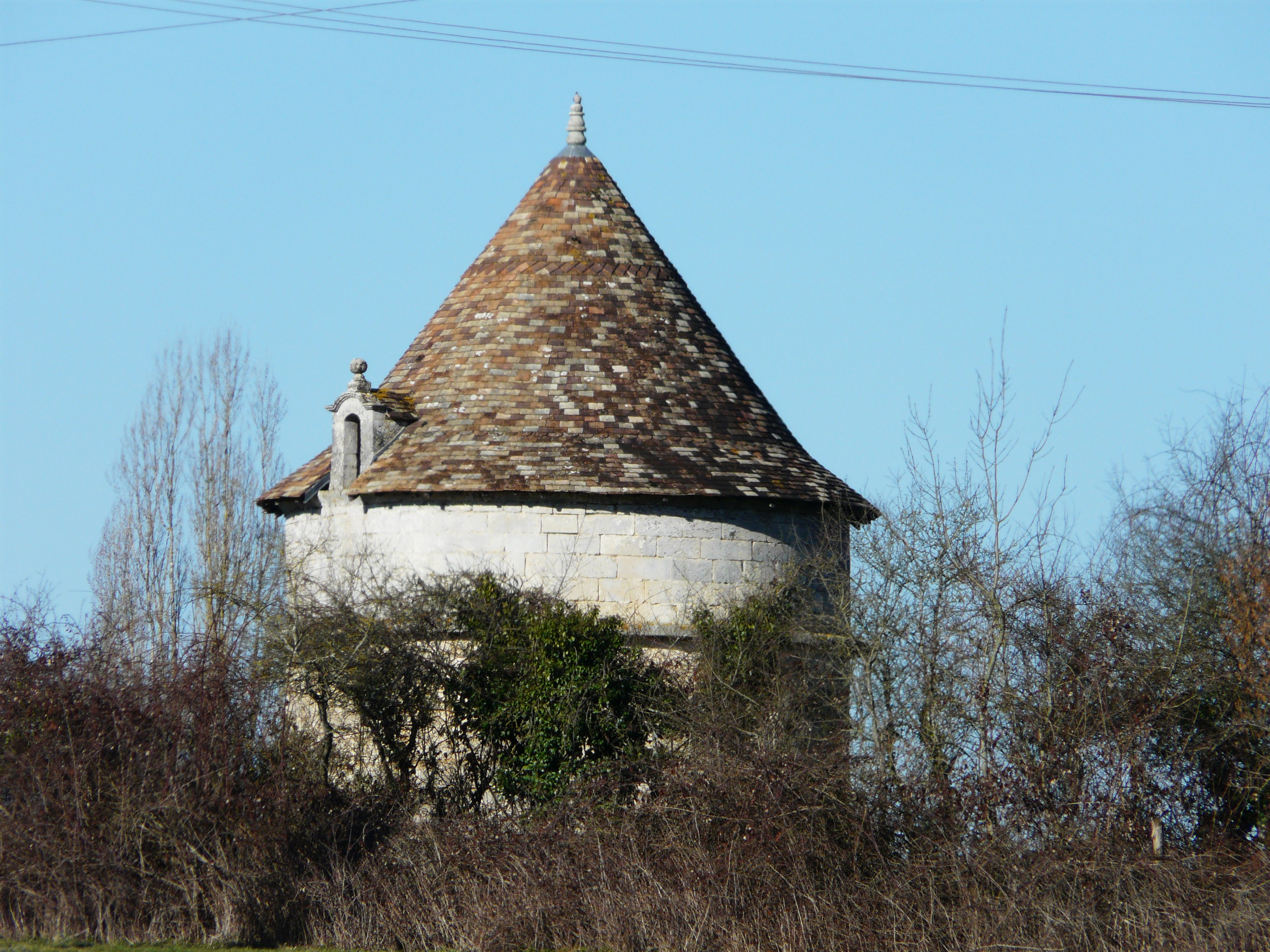
Le colombier.
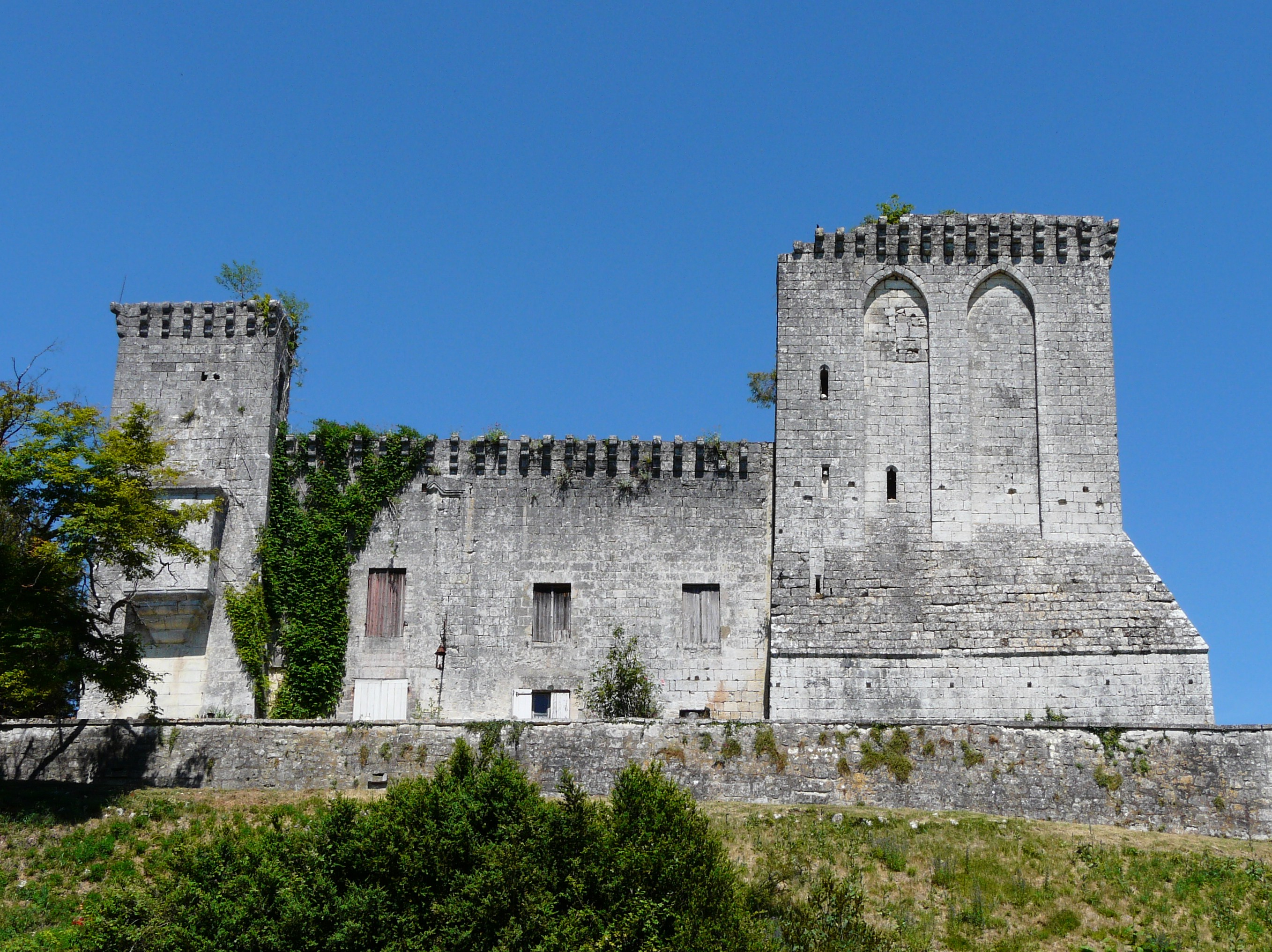
Le château de la Tour-Blanche dont il dépendait probablement.